# Ngựa hoang Chincoteague

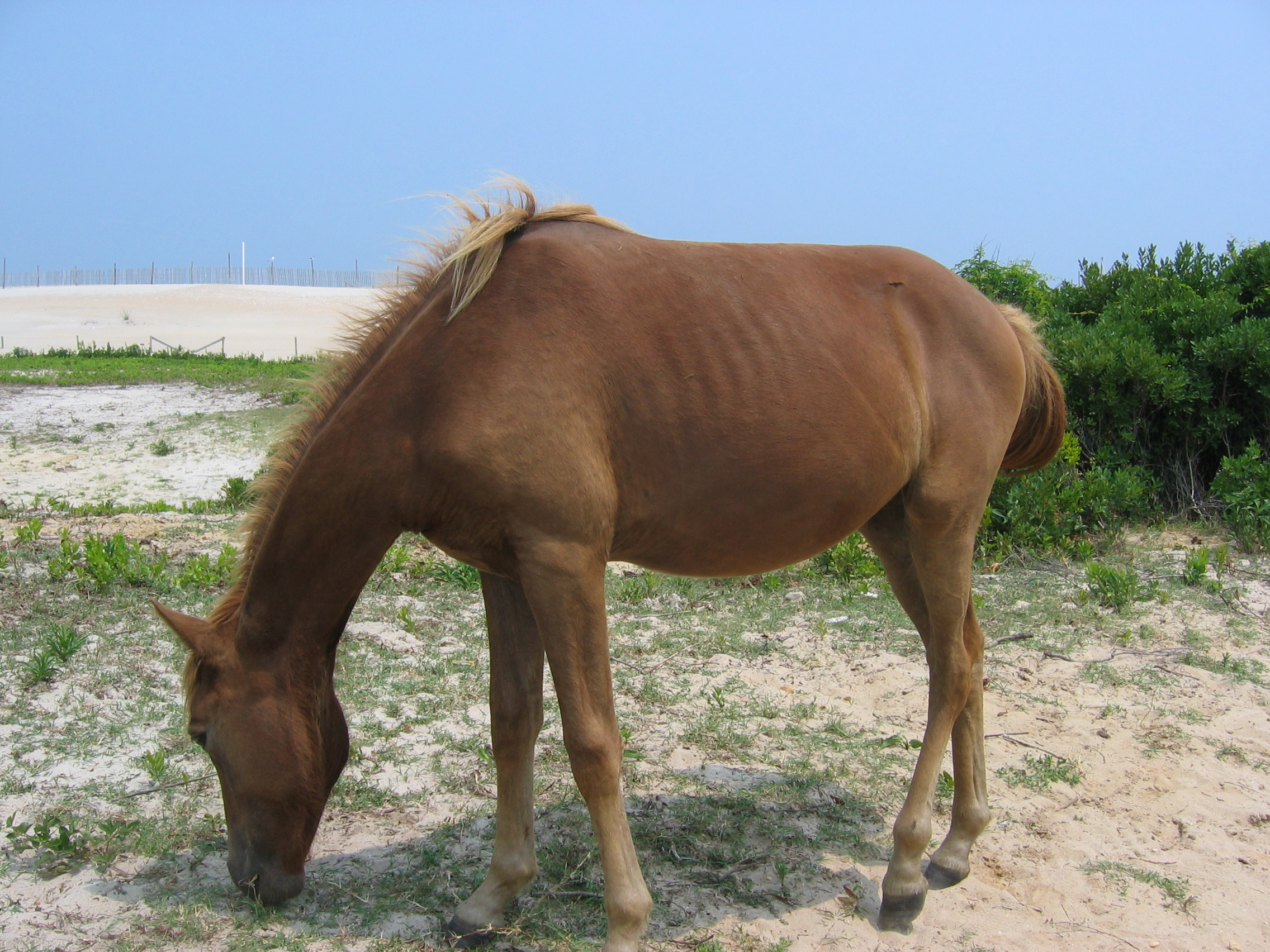
Một con ngựa hoang Chincoteague đang gặm cỏ ở cồn cát trên bãi biển, chúng sống trong điều kiện nguồn thức ăn kham khổ

Ngựa hoang Chincoteague hay còn được gọi là Ngựa hoang Assateague là một giống ngựa phát triển và sống trong tình trạng hoang dã trên đảo Assateague tại các tiểu bang Hoa Kỳ là Virginia và Maryland. Loài này đã làm nên sự nổi tiếng bởi bài văn của nhà văn Marguerite Henry bắt đầu viết vào năm 1947. Trong khi kiểu hình của chúng là một con ngựa giống nhưng chúng thường được gọi là "ngựa con" (pony) do một phần do tầm vóc nhỏ hơn, và bề ngoài còi cọc nguyên nhân bởi tại môi trường sống nghèo nàn trên đảo Assateague đã làm chúng như thế.
Biến thể của chúng được tìm thấy trong các đặc tính vật lý do máu từ các giống khác nhau được du nhập tại các điểm khác nhau trong lịch sử. Ngựa Chincoteagues sống với một chế độ ăn uống đối với thực vật ở đầm lầy muối. Điều này là kém chất lượng và việc thường xuyên khan hiếm thực phẩm kết hợp với giao phối cận huyết không kiểm soát được tạo ra một xu hướng cho những lỗi trong Chincoteague trước khi máu lai dòng bên ngoài đã được bổ sung bắt đầu từ những năm đầu thế kỷ 20.

## Lịch sử

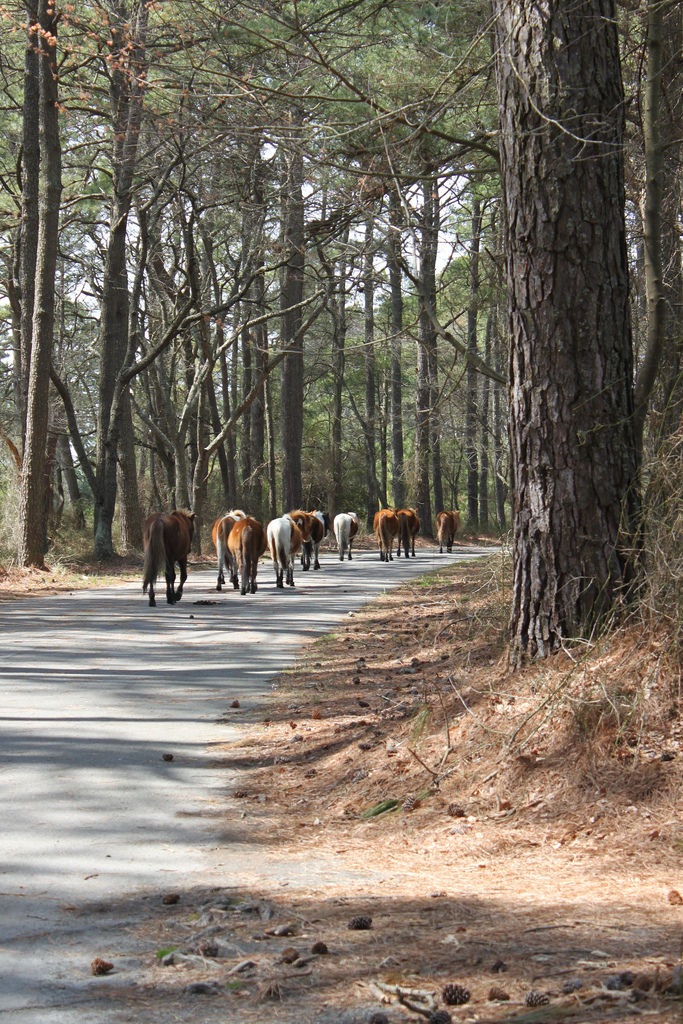
Nguồn gốc của Chincoteague được cho là từ ngựa Tây Ban Nha

Có nhiều giả thuyết khác nhau xoay quanh về giống ngựa hoang này. Một số truyền thuyết được kể về nguồn gốc của con ngựa Chincoteague, với các phổ biến nhất mà chúng được sinh ra từ những con ngựa còn sống sót của những vụ đắm thuyền buồm Tây Ban Nha khơi bờ biển Virginia. Có nhiều khả năng là trên đảo bởi thực dân chiếm ở đây vào thế kỷ 17 tìm cách để thoát khỏi luật gia súc và các loại thuế trên đất liền (lách luật).
Truyền thuyết nói rằng Chincoteague là ngựa tạo ra từ ngựa Tây Ban Nha bị đắm tàu ngoài khơi bờ biển Virginia trên đường đến Peru trong thế kỷ 16, câu chuyện khác cho rằng hậu duệ của những con ngựa còn lại trên đảo hải tặc, tuy nhiên, để tổ tiên của chúng thực sự là những con ngựa mang tới quần đảo vào thế kỷ 17 bởi nông dân đại lục. Chăn nuôi trên những hòn đảo này không phải chịu thuế hay luật hàng rào, và rất nhiều loài động vật, bao gồm cả lợn, cừu, bò, ngựa, đã được đưa đến các đảo này.
Trong khi các Công viên quốc gia nhắm tới lý thuyết cho rằng những con ngựa đã đưa đến hòn đảo trong thế kỷ thứ 17, Công ty Chincoteague sở hữu ngựa ở bên Virginia của Assateague lập luận rằng lý thuyết về con tàu đắm của Tây Ban Nha là chính xác. Họ lập luận rằng con ngựa là tài sản quá quý giá trong thế kỷ 17 đã được bỏ lại để thả rông trên đảo, và cho rằng có hai thuyền buồm Tây Ban Nha bị đắm ngoài khơi bờ biển Virginia trong hỗ trợ của lý thuyết của họ. Trong những năm 1900, chúng đã được mô tả là có được trên đảo từ trước Cách mạng Mỹ.
Hiệp hội Chincoteague Pony Quốc gia được thành lập vào năm 1985, và Hiệp hội Pony Chincoteague vào năm 1994. Sau đó là chỉ mở cửa để mua ngựa từ bán đấu giá hàng năm, trong khi trước đây duy trì một đăng ký giống và sách chỉ nuôi ngựa có số đăng ký tất cả ngựa, bao gồm cả những người từ các nhà lai tạo cá nhân. Nhiêu con ngựa đã được đăng ký với cả hai hiệp hội. Có gần 1.000 ngựa Chincoteague thuộc sở hữu của các cá nhân ngoài khơi đảo Chincoteague, lan rộng khắp nước Mỹ và Canada. 

## Đặc điểm
Ngựa hoang Chincoteague có tầm vóc nhỏ và trông còi cọc, trung bình ngựa cao khoảng 13,2 (54 inch, 137 cm) ở trạng thái hoang dã của mình, nhưng lớn lên ít nhất là 14,2 (58 inches, 147 cm) khi thuần dưỡng và cung cấp dinh dưỡng tốt hơn. Thường nặng khoảng 850 pounds (390 kg). Tất cả các màu nâu rắn được tìm thấy trong các giống. Ngựa với màu pinto có xu hướng bán cho nhiều tiền nhất tại phiên đấu giá hàng năm. Do dòng máu bên ngoài được bổ sung vào đàn Chincoteague, có một số sự thay đổi trong đặc tính vật lý.
Nói chung, các giống có xu hướng khuôn mặt thẳng hoặc hơi lõm với một vầng trán rộng và tinh tế. Vai cũng tạo góc cạnh, xương sườn rất cong, ngực nở rộng và trở lại ngắn với phần thắt lưng rộng. Mông tròn, dày, đuôi hạ thấp xuống (đuôi rũ). Chân của giống có xu hướng thẳng, tốt, xương dày đặc mà làm nên sự mạnh mẽ, chắc chắn. Chincoteague được coi là thông minh và sẵn sàng để làm hài lòng, được xem là giống dễ dàng để đào tạo, và được sử dụng như là thợ săn, kéo xe. Trong điều kiện sức khỏe, thường giữ nhiệt huyết và dễ dàng.
Trong thập niên 1920, trước khi các đàn được quản lý bởi các cơ quan khác nhau, nhiều lỗi cấu trúc đã được tìm thấy, tác động của giao phối cận huyết không được kiểm soát. Chân bị biến dạng, ngực hẹp, xương kém và thiếu chất cản các giống với nhiều loài động vật còi cọc không phát triển trên 12 (48 inches, 122 cm). Điều này một phần là do các thức ăn hạn chế và kém chất lượng được tìm thấy đầy trên các đảo, mặc dù môi trường sống khắc nghiệt này cũng cho phép chỉ ngựa thích nghi nhất để tồn tại. 

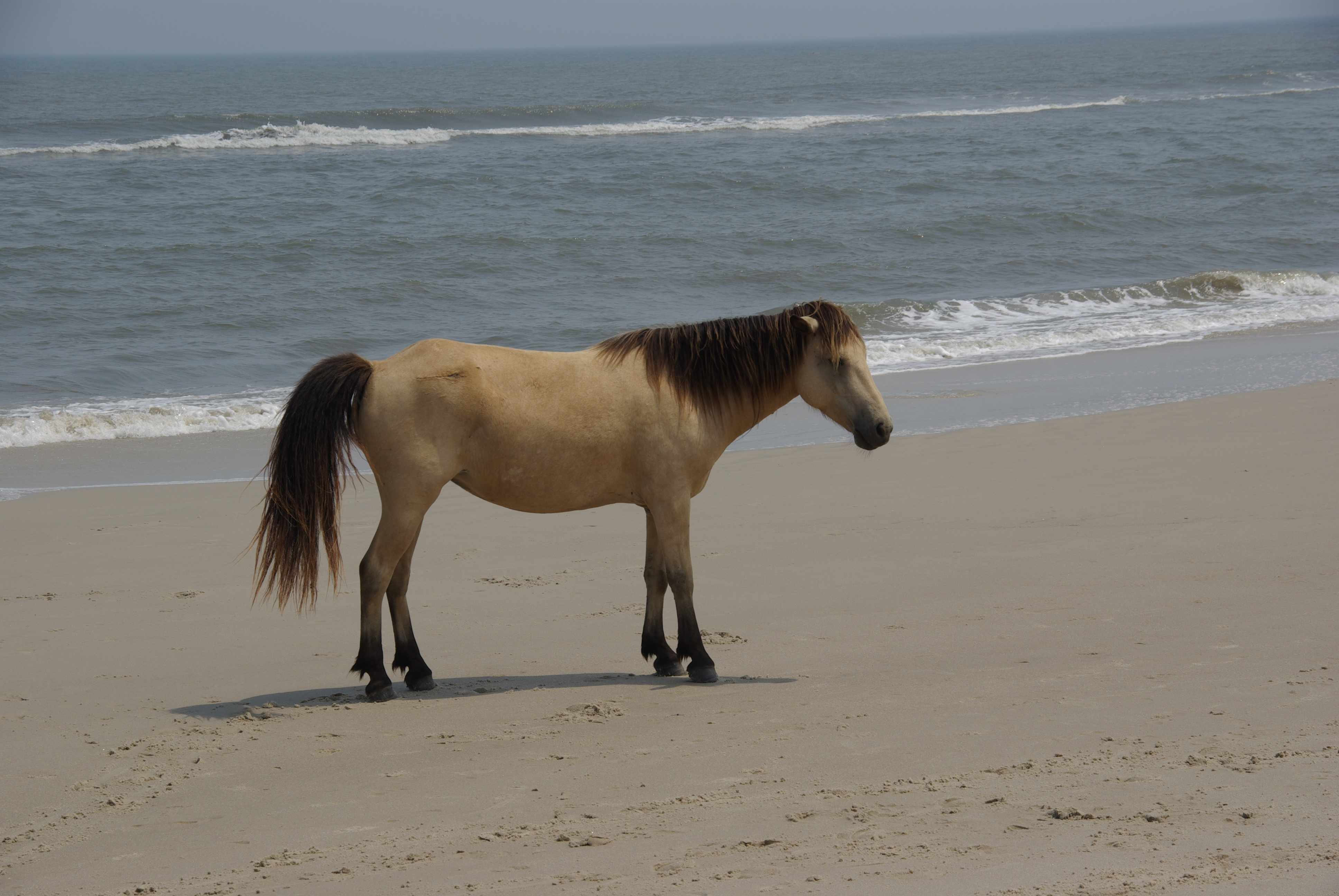

Ngựa Welsh và ngựa Shetland được bổ sung để nâng cấp và ngựa này với màu pinto đã được du nhập để cung cấp cho các đàn mô hình đặc biệt phổ biến của nó và đóng góp cho các kiểu hình con ngựa giống như nhiều của giống này. Hai mươi con Mustang thuộc sở hữu của Cục Quản lý đất đai đã được du nhập vào đây năm 1939. Dòng máu ngựa Ả Rập cũng đã được thêm vào với hy vọng thêm tinh tế và chiều cao cũng như tăng chiều dài của đôi chân. Ngựa giống Arabian được sử dụng ở hai điểm khác nhau trong lịch sử giống.
Một đã được thả ra ngoài môi trường tự nhiên với đàn gia súc, nhưng các gia suác khác đã không sống sót, trong khi con ngựa khác được lai tạo để ngựa cái đó đã được bỏ ra khỏi hòn đảo để chăn nuôi và sau đó trở lại một lần nữa. Chincoteague có một lịch sử tương tự như ngựa hoang đảo Shackleford, mà xuất phát từ Shackleford ngoài khơi bờ biển Bắc Carolina. Tuy nhiên, các con Shackleford là một đàn bị cô lập hơn, không có máu bên ngoài thêm vào đàn ở hòn đảo này.
Những con ngựa hoang trong cả bầy tách mình vào nhóm nhỏ, với hầu hết bao gồm một con ngựa giống, một số ngựa và ngựa con của chúng. Ngụa non Assateague có một chế độ ăn uống gồm có cỏ cord, một loại cỏ thô mọc ở đầm lầy nước mặn, trong đó chiếm khoảng 80 phần trăm lượng thức ăn. Chế độ ăn uống này được bổ sung bởi thảm thực vật khác như tăng hông, dâu tây bụi, Greenbriar, bãi cỏ Mỹ, rong biển và các cỏ có chất độc ivy. Ngựa Chincoteague yêu cầu phải ăn và uống nước lên đến hai lần như nhiều hầu hết những con ngựa yêu cầu do độ mặn của chế độ ăn uống. Các số lượng gia tăng của nước mà chúng uống góp phần nhiêu con ngựa xuất hiện là cồng kềnh hoặc chất béo. 

## Quản lý
Mặc dù thường được gọi là ngựa hoang Chincoteague, nhưng ngựa hoang thực sự sống trên Đảo Assateague. Mặc dù toàn bộ đảo thuộc sở hữu của chính phủ liên bang, Assateague được chia bởi một hàng rào tại ranh giới tiểu bang Maryland/Virginia, với một đàn khoảng 150 con ngựa sống trên mỗi bên của hàng rào. Các đàn sống trên đất do hai cơ quan liên bang khác nhau được quản lý với các chiến lược quản lý rất khác nhau. Ngựa từ đàn Maryland, được nêu trong văn học của các công viên quốc gia như Assateague ngựa, sống trong Đảo Assateague Bờ biển Quốc gia. Chúng thường được đối xử như động vật hoang dã, thì không có được sự hỗ trợ nhiều hơn hoặc ít hơn so với các loài khác trên đảo, khác hơn là để được điều trị bằng biện pháp tránh thai để ngăn ngừa quá tải dân số. 

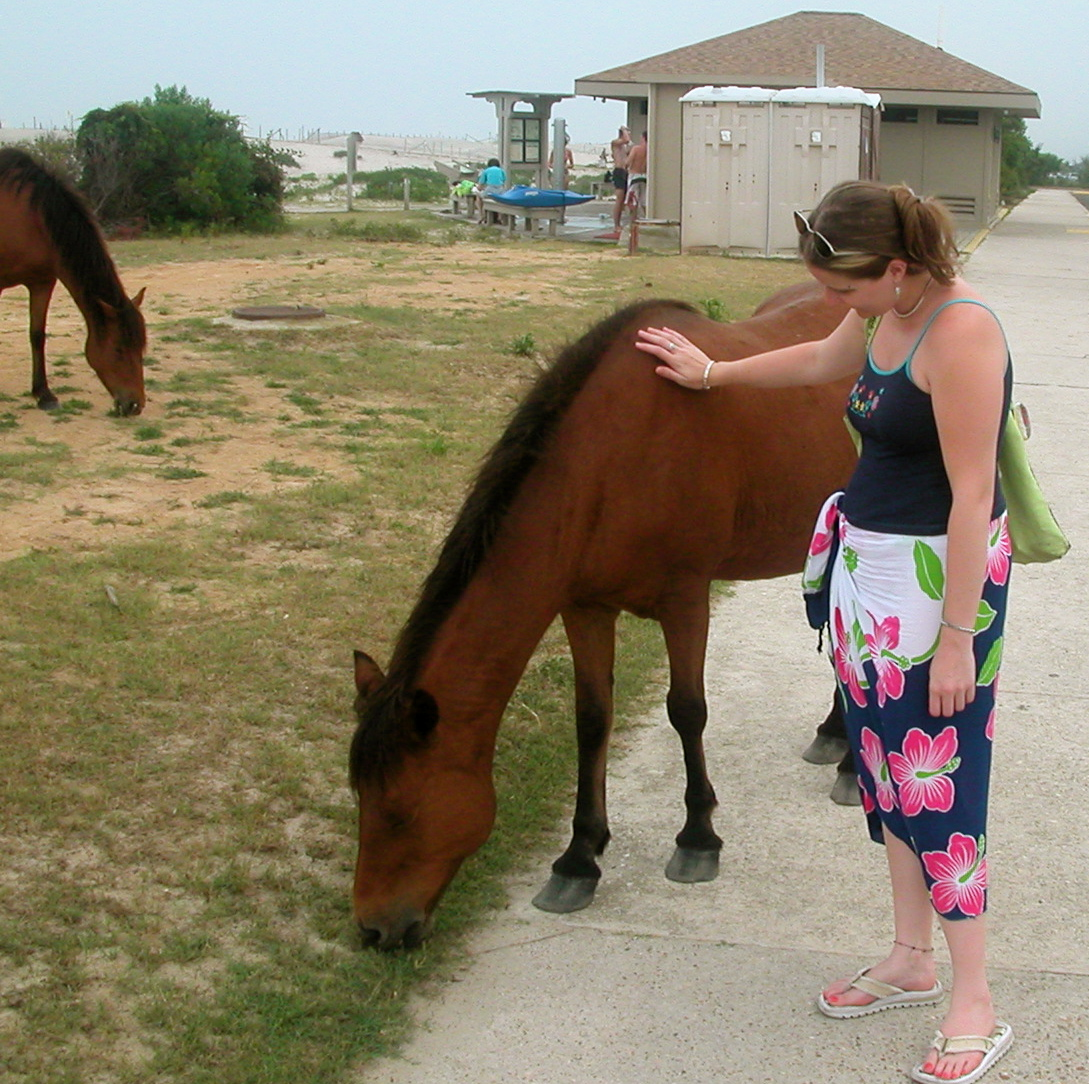
Một con ngựa hoang đang được chăm sóc

Ngược lại, đàn Virginia, gọi tắt là Chincoteague, sống trong Chincoteague National Wildlife Refuge nhưng thuộc sở hữu của Công ty tình nguyện. Ngựa ở Virginia được xử lý để thanh tra thú y hàng năm hai lần, mà họ chuẩn bị cho cuộc sống trong dân số nói chung ngựa nếu chúng được bán tại các cuộc đấu giá thường niên. Trong khi chỉ có khoảng 300 con ngựa con sống trên đảo Assateague, khoảng 1.000 hơn sống ngoài đảo, đã được mua hoặc nuôi bởi các nhà lai tạo với tư cách cá nhân.
Tất cả các đảo nằm trong đường dây Chincoteague bang Virginia, trong khi Đảo Assateague được phân chia giữa hai quốc gia, một phần phía bắc nhỏ ở Maryland và phần phía nam lớn hơn trong Virginia. Hai đàn riêng của ngựa sống trên đảo Assateague, ngăn cách bởi hàng rào chạy dọc theo biên giới tiểu bang Maryland-Virginia. Mặc dù có nguồn gốc từ cùng một nguồn gốc, ngựa hoang Maryland được gọi là "Assateague" và được duy trì bởi các công viên quốc gia.
Các con ngựa hoang Virginia được gọi là "Chincoteague" và được sở hữu bởi pháp nhân tình nguyện. Năm 1943, toàn bộ hòn đảo này được mua bởi chính phủ liên bang và chia thành hai khu vực được bảo vệ, Đảo Assateague Bờ biển Quốc gia ở Maryland và Chincoteague Wildlife Refuge ở Virginia. Hai đàn nằm dưới quyền tài phán của các cơ quan chính phủ khác nhau, và các chiến lược quản lý khác nhau đã được áp dụng cho từng đàn riêng lẻ này.
Đàn Assateague, được sở hữu và quản lý bởi các công viên quốc gia. Các Maryland đàn là một trong rất ít quần ngựa hoang thả rông lại tại Hoa Kỳ. Điều này, kết hợp với sự hiện diện của nó trên một diện tích tương đối nhỏ và giới hạn tự nhiên, đã làm cho nó lý tưởng cho nghiên cứu khoa học. Kể từ cuối năm 1970, các nhà khoa học đã sử dụng đàn để tiến hành các nghiên cứu về hành vi hoang dã của ngựa, cấu trúc xã hội, sinh thái, tránh thai và mang thai, và những tác động của con người can thiệp vào các quần thể động vật hoang dã khác. 

## Bảo vệ
Số đàn đã tăng từ 28 đến hơn 165 giữa năm 1968 và 1997 và chăn thả quá mức ảnh hưởng tiêu cực đến môi trường sống. Để quản lý số lượng dân số, lâu dài, tránh thai không có nội tiết tố đã được sử dụng, chứng minh 95 phần trăm hiệu quả trên một thử nghiệm bảy năm.Các biện pháp tránh thai, mà bắt đầu được sử dụng ở một mức độ quản lý trong năm 1995 mặc dù nó đã được sử dụng một lượng nhỏ vào đầu năm 1989, cũng đã được chứng minh có hiệu quả cải thiện sức khỏe và tăng tuổi thọ của ngựa già thông qua việc loại bỏ thai và cho con bú căng thẳng liên quan đến nó. Kể từ năm 1990, sức khỏe đàn gia súc nói chung đã được cải thiện, tỷ lệ tử vong sớm đã giảm và ngựa cũ nay được tìm thấy, với nhiều độ tuổi trên 20 và một số thậm chí còn hơn 25. 

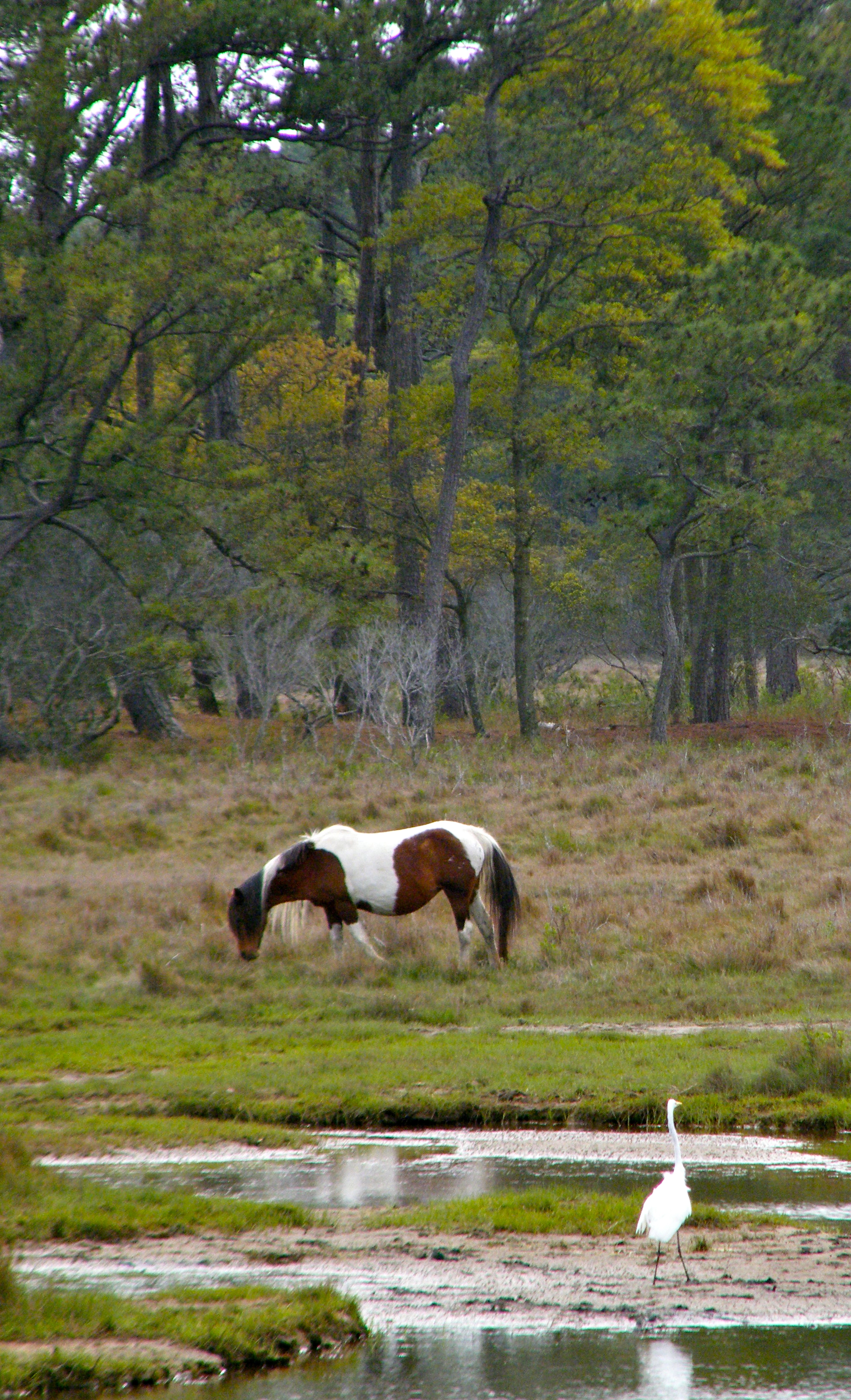

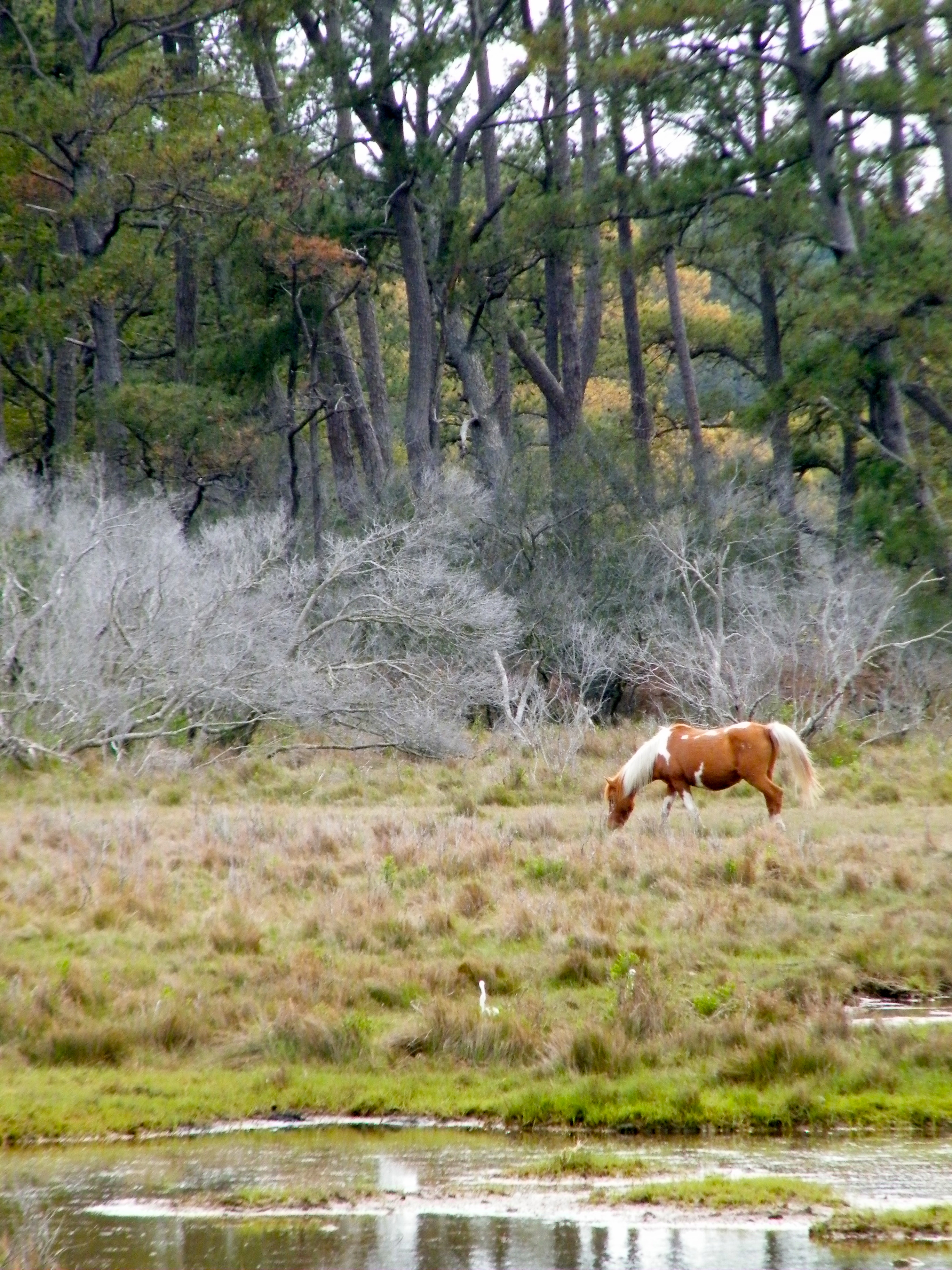

Không có con ngựa đã từng bị thương trong quá trình điều trị phi tiêu của địa phương, mặc dù có một tỷ lệ 0,2 phần trăm của áp-xe tại chỗ tiêm, thường lành trong vòng hai tuần. Mỗi ngựa nái từ hai đến bốn tuổi được đưa ra biện pháp tránh thai, và điều trị sau đó được rút ra khi tạo ra một con non. Một khi nó đã sinh đủ số ngựa con được đại diệndi truyền trong đàn, thì nó được đặt trên một kế hoạch điều trị hàng năm cho đến khi cái chết.
Sau khi du nhập và áp dụng các biện pháp tránh thai, số đàn tiếp tục tăng lên mức cao nhất trong 175 năm 2001 lên năm 2005, nhưng sau đó đã giảm đáng kể xuống còn khoảng 130 trong năm 2009. Trong năm 2009, một nghiên cứu xác định rằng sự đa dạng DNA ty thể trong đàn là khá thấp, rất có thể do bị cô lập, nhưng sự đa dạng di truyền hạt nhân vẫn ở mức tương tự như của giống từ đất liền. Nhìn chung chúng vẫn có tiềm năng về gene.
Khác với các biện pháp tránh thai và điều trị trong trường hợp khẩn cấp, ngựa từ đàn Maryland được đối xử giống như động vật hoang dã khác, không có thêm sự chú ý trả tiền bởi nhân viên Dịch vụ công viên. Nó được cho là có khả năng đàn Maryland mang ngựa thiếu máu truyền nhiễm (EIA); chúng được cách ly hiệu quả, tuy nhiên, bằng cách cho phép không cưỡi hoặc cắm trại với ngựa thuộc sở hữu tư nhân dọc theo bờ đại lục trong mùa côn trùng kéo dài từ giữa tháng mười. Do điều trị như động vật hoang dã, ngựa từ đàn Maryland rất hung hăng, và đã có báo cáo của họ làm rách lều và cắn, đá và gõ móng xuống du khách.
Năm 2010, sau khi tăng trong sự cố cắn, các dịch vụ Vườn quốc gia thực hiện các biện pháp mới để giáo dục du khách về những con ngựa. Những biện pháp này bao gồm các thông tin mới về an toàn trong tài liệu quảng cáo và đề nghị xem khoảng cách giữa các du khách và ngựa. Ngoài ra còn có một số mối nguy hiểm cho con ngựa từ các du khách con ngựa bị đau sau khi được cho ăn thức ăn không phù hợp của con người, và trung bình một con ngựa Maryland một năm bị giết chết bởi một chiếc xe hơi. Từ năm 1991 đã có một "Pony Patrol", nơi mà các tình nguyện viên trên xe đạp tuần tra đảo, giáo dục du khách về những con ngựa lùn.
Đàn Virginia, thường được gọi là đàn Chincoteague, được sở hữu và quản lý bởi Công ty tình nguyện. Cục Cá và Động vật hoang dã Hoa Kỳ (FWS) cho phép ngựa sống trên đảo Assateague theo giấy phép sử dụng chăn thả đặc biệt, cho phép khoảng 150 con ngựa trưởng thành ở Chincoteague National Wildlife Refuge. Ba mươi tới 45 ngựa con được sinh ra vào bầy Chincoteague mỗi năm. Được sử dụng để duy trì kích cỡ đàn vào khoảng 150 loài. Kể từ năm 1943, FWS đã được làm việc trên đảo để bảo vệ và những nỗ lực của họ đôi khi bị đe dọa đàn Chincoteague.
Do vị trí của hàng rào do FWS, đã làm giảm lượng đất có sẵn cho chăn thả bằng ngựa. Các hàng rào cũng ngăn cản chúng ra biển, nơi mà thường đi để thoát khỏi côn trùng cắn, bao gồm cả muỗi. Năm 1962, một số ngựa bị mắc kẹt trong một bao vây bởi nước cao và mất đi khi chúng đã được tiến ra biển trong một cơn bão. Không giống như đàn Maryland, ngựa ở bên Virginia của hòn đảo được rào lại từ đường để ngăn chặn tự động tai nạn và làm nản lòng du khách từ nuôi ngựa.
Trong những năm cuối thế kỷ 20, một số ngựa trước đây đã bán đấu giá được trả lại cho Đảo Assateague khi số dân bị đe dọa giảm xuống dưới con số mục tiêu do số lượng lớn các ca tử vong do bão hoặc các vấn đề khác. Từ năm 1990, những con ngựa từ Virginia đàn gia súc đã được làm tròn lên năm hai lần để điều trị thú y, bao gồm tẩy giun và tiêm phòng các bệnh như bệnh dại, uốn ván và viêm não. Ngoài ra, theo dõi liên tục và sơ cứu cơ bản cho bất kỳ thương nhẹ được thực hiện bởi một ủy ban của sở cứu hỏa. Sự can thiệp này là cần thiết vì nhiều người trong số các con ngựa sẽ được đưa vào quần thể ngựa nói chung thông qua đấu giá và mua hàng của người mua tư nhân.

## Trong văn hóa
Năm 1947, Marguerite Henry phát hành cuốn sách của trẻ em Misty của Chincoteague, lần đầu tiên trong một loạt các tiểu thuyết mà thực hiện các con Chincoteague nuôi nổi tiếng. Trên đảo Chincoteague vào năm 1946, và đã được mua. Năm 1961, việc công khai đã được tăng lên nhiều hơn khi bộ phim Misty đã được thực hiện, dựa trên cuốn sách này.
Trong khi tiểu thuyết, những cuốn sách được dựa trên một con ngựa thực và nông trại trên đảo Chincoteague, và Misty của Chincoteague Foundation được thành lập vào năm 1990, để bảo tồn Beebe Ranch và thiết lập một bảo tàng với kỷ vật từ bộ truyện. Công ty Mô hình con ngựa Breyer Animal Creations đã tạo ra mô hình của Misty và năm người con cháu của mình. Tính đến năm 2001, đã có khoảng 40 con cháu còn sống của Misty trên toàn thế giới. 